# M-14
La M-14 es una autopista de acceso al Aeropuerto de Madrid-Barajas, con una longitud de 3,1 km, uniendo la salida 9 de la M-40 con las terminales T-1, T-2 y T-3.

## Nomenclatura
La M-14 se denomina así por ser la cuarta autovía de acceso al Aeropuerto de Madrid-Barajas.
Antes del cambio de nombres de autovías y autopistas de 2003 se denominaba N-100. La N-100 son las actuales M-23 y M-14.

## Historia
El primer tramo más antiguo de la autopista, concluyeron las obras en el año 1942, corresponde el tramo entre el Nudo Eisenhower y el aeropuerto de Barajas, de la longitud de unos 1,9 kilómetros. No hasta el año 1952 había construida la antigua Autopista de Barajas con el diseño antiguo de la autopista que no habían carriles y solo se construyeron 2 calzadas como si fuera una avenida muy ampliada. La antigua autopista de Barajas empieza la Calle María Molina, en Madrid, donde es el inicio de la Avenida de América, con el paso del Nudo Eisenhower (inaugurado en el año 1967) y terminaba en la antigua terminal T-2 del aeropuerto. Transcurriendo el tiempo, en el año 1973 se remodelaron la avenida de la Hispanidad para ampliar la calzada y implantaron los 3 carriles por sentido que antes no existieron las marcas viales.
Ha habido numerosas retenciones de tráfico por falta de autovías o autopistas que pueda conectar a todas las partes como por Norte, Este, Sur y Oeste. En el año 1990, inauguró el tramo de la M-40 (Vía Borde de Hortaleza), resolviendo la conexión hacia Sur, pero no hasta el año 1991 con la inauguración del distribuidor Este de la M-40 (hacia Levante, Andalucía, Toledo y Extremadura). Al Oeste, se inauguró en el año 1991 permitiendo tener el Eje Cuzco-Barajas por la Vía Borde de Hortaleza que irá a través de IFEMA y Valdebebas. Y al Norte, inauguró en el año 2005 con la autovía M-13 permitiendo la conexión con la terminal T-4.

## Trazado
Desde la salida 9 de la M-40, empieza la M-14.
- Salida 0: M-40 hacia el sur, M-21 hacia San Fernando de Henares.
- Salida 1 (Nudo de Eisenhower): enlace con la A-2, la autovía entre Madrid y Zaragoza/Barcelona, y accesos al barrio Aeropuerto y a la Alameda de Osuna.
- Salida 2: Enlace con la M-11 (hacia la M-40, M-30, A-1 y M-607). Salida a las terminales del aeropuerto T-1 y a las terminales T-2 y T-3

Continuación hacia la M-13 (conexión con la M-12, la cual conecta con la terminal T-4). 

## Tramos
| Denominación | Tramo | km            | Año servicio                  |
| ------------ | --- | ------------- | ----------------------------- |
| M-14         | Enlace M-40 M-21 - Nudo Eisenhower A-2 | 1,3           | 1990                          |
| M-14         | Nudo Eisenhower A-2 - Aeropuerto de Madrid-Barajas M-13 Tramo original Tramo original: Nudo Eisenhower Primera remodelación Ampliación de acceso al aeropuerto Enlace con la M-11 Segunda remodelación (conexión M-13 y remodelación Nudo Eisenhower ) | 1,9 - 1,9 - - | 1942 1967 1973 1974 1991 2005 |